# Anarete anepsia
Anarete anepsia är en tvåvingeart som beskrevs av Pritchard 1951. Anarete anepsia ingår i släktet Anarete och familjen gallmyggor.
Artens utbredningsområde är Oregon. Inga underarter finns listade i Catalogue of Life.